# حلقية
حلقية (الاسم العلمي: Annularia)، جنس نباتات أحفورية منقرضة من فصيلة البنصريات ورتبة الكنباثيات.

## السجلات الأحفورية
تم اكتشاف مستحاثات من هذا الجنس في طبقات العصر البرمي في روسيا وفي طبقات العصر الكربوني (منذ حوالي 360 إلى 300 مليون سنة) في الولايات المتحدة وكندا والصين وأوروبا.